# España en el Campeonato Europeo de Atletismo de 2024
La selección española de atletismo participó en el Campeonato Europeo de Atletismo de 2024, que se celebró en el estadio Estadio Olímpico de Roma entre el 7 y el 12 de junio de 2024, con un total de 81 atletas (44 hombres y 37 mujeres), de los cuales 18 (10 hombres y 8 mujeres) solo participaron en los relevos. Otros 5 atletas (2 hombres y 3 mujeres) también formaban parte exclusivamente de los equipos de relevos, pero no llegaron a competir.
La Real Federación Española de Atletismo (RFEA) anunció los miembros del equipo español preseleccionados para la prueba de medio maratón el 30 de abril, los de 20 km marcha el 21 de mayo y la del resto del equipo, a falta del cierre definitivo del ranking europeo, el 29 de mayo de 2024. Al día siguiente se publicó la lista final, ya con las incorporaciones procedentes del ranking europeo.
Las normas de selección de la RFEA, que decidió no llevar al campeonato a varios atletas que habían cumplido los criterios de Atletismo Europeo, pero no habían logrado una marca mínima señalada por la propia RFEA durante la temporada 2024, provocaron las críticas de varios atletas, si bien otros salieron en defensa de los criterios federativos.

## Medallistas
España terminó en octavo lugar en el medallero del campeonato, séptima por número total de medallas. En la clasificación por puestos, que atribuye puntos a las plazas de finalista (entre los ocho primeros de cada competición) logradas, España terminó en quinta posición.
Los atletas españoles obtuvieron las siguientes medallas:
| Nombre                                                                                | Prueba                    | Fecha       |
| ------------------------------------------------------------------------------------- | ------------------------- | ----------- |
| Oro                                                                                   |                           |             |
| Ana Peleteiro                                                                         | Triple salto              | 9 de junio  |
| Jordan Díaz                                                                           | Triple salto              | 11 de junio |
| Plata                                                                                 |                           |             |
| Paul McGrath                                                                          | 20 km marcha              | 8 de junio  |
| Enrique Llopis                                                                        | 110 m vallas              | 8 de junio  |
| Mohamed Attaoui                                                                       | 800 m                     | 9 de junio  |
| Bronce                                                                                |                           |             |
| Marta García                                                                          | 5000 m                    | 7 de junio  |
| Laura Luengo Ester Navarrete Fátima Ouhaddou Meritxell Soler Lidia Campo Laura Méndez | Media maratón por equipos | 9 de junio  |
| Thierry Ndikumwenayo                                                                  | 10 000 m                  | 12 de junio |

## Resultados
El detalle de la actuación española en la XXVII edición de los Campeonatos de Europa de Atletismo se recoge en la siguiente tabla.
Claves
Q: Se clasifica para la siguiente ronda por puestos (carreras) o por hacer la marca exigida (concursos).

q: Se clasifica para la siguiente ronda por tiempos (carreras) o por tener una de las mejores marcas de entre quienes no han hecho la exigida para pasar a la final (concursos).

qR: Se clasifica para la siguiente ronda por decisión del jurado técnico.

Si no se indica nada, el atleta queda eliminado en esa ronda. En la final, se marcan con negrita los puestos de finalista (entre los ocho primeros clasificados), salvo los medallistas, que se indican con la medalla correspondiente.

### Hombres

#### Carreras
Nota: En las carreras hasta 400 m, los doce atletas mejor clasificados en el ranking de la temporada pasan directamente a la semifinal.
| Atleta                                                        | Prueba                          | Series   | Series   | Semifinal      | Semifinal      | Final          | Final             |
| Atleta                                                        | Prueba                          | Marca    | Puesto   | Marca          | Puesto         | Marca          | Puesto            |
| ------------------------------------------------------------- | ------------------------------- | -------- | -------- | -------------- | -------------- | -------------- | ----------------- |
| Guillem Crespi                                                | 100 m                           | 10.25    | 5.º q    | 10.19          | 3.º q          | 10.18          | 6.º               |
| Álvaro de Arriba                                              | 800 m                           | 1:46.03  | 11.º Q   | 1:46.57        | 9.º Q          | 1:45.64        | 4.º               |
| Mohamed Attaoui                                               | 800 m                           | 1:45.09  | 5.º q    | 1:45:19        | 2.º Q          | 1:45.20        | Medalla de plata  |
| Adrián Ben                                                    | 800 m                           | 1:46.39  | 18.º Q   | 1:45.34        | 4.º q          | 1:46.54        | 6.º               |
| Ignacio Fontes                                                | 1500 m                          | 3:39.02  | 7.º qR   | —              | —              | 3:45.80        | 16.º              |
| Mario García Romo                                             | 1500 m                          | 3:44.30  | 19.º     | —              | —              | No clasificado | No clasificado    |
| Adel Mechaal                                                  | 1500 m                          | 3:44.19  | 16.º Q   | —              | —              | 3:33.58        | 5.º               |
| Sergio Jiménez                                                | 5000 m                          | —        | —        | —              | —              | 13:43.44       | 24.º              |
| Adel Mechaal                                                  | 5000 m                          | —        | —        | —              | —              | 13:22.77       | 4.º               |
| Thierry Ndikumwenayo                                          | 5000 m                          | —        | —        | —              | —              | 13:23.26       | 5.º               |
| Ilias Fifa                                                    | 10 000 m                        | —        | —        | —              | —              | 28:14.10       | 11.º              |
| Eduardo Menacho                                               | 10 000 m                        | —        | —        | —              | —              | 28:25.62       | 19.º              |
| Thierry Ndikumwenayo                                          | 10 000 m                        | —        | —        | —              | —              | 28:00.96       | Medalla de bronce |
| Abdessamad Oukhelfen                                          | 10 000 m                        | —        | —        | —              | —              | 28:10.97       | 8.º               |
| Jesús Ramos                                                   | 10 000 m                        | —        | —        | —              | —              | 28:24.93       | 17.º              |
| Enrique Llopis                                                | 110 m vallas                    | Exento   | Exento   | 13:22          | 2.º Q          | 13.16          | Medalla de plata  |
| Asier Martínez                                                | 110 m vallas                    | Exento   | Exento   | 13:29 =        | 3.º Q          | 13.45          | 4.º               |
| Orlando Ortega                                                | 110 m vallas                    | 13.79    | 12.º q   | 13.64          | 13.º           | No clasificado | No clasificado    |
| Kevin Sánchez                                                 | 110 m vallas                    | 13.95    | 18.º     | No clasificado | No clasificado | No clasificado | No clasificado    |
| Jesús David Delgado                                           | 400 m vallas                    | 49.82    | 10.º q   | 49.38          | 13.º           | No clasificado | No clasificado    |
| Sergio Fernández                                              | 400 m vallas                    | 49.98    | 12.º q   | 49.34          | 12.º           | No clasificado | No clasificado    |
| Daniel Arce                                                   | 3000 m obstáculos               | 8:21.46  | 1.º Q    | —              | —              | 8:16.70        | 5.º               |
| Fernando Carro                                                | 3000 m obstáculos               | Abandono | Abandono | —              | —              | No clasificado | No clasificado    |
| Alejandro Quijada                                             | 3000 m obstáculos               | 8:46.70  | 27.º     | —              | —              | No clasificado | No clasificado    |
| Ricardo Sánchez Abel Jordán Juan Carlos Castillo Sergio López | Relevo 4 × 100 m                | 39.21    | 10.º     | No clasificado | No clasificado | —              | —                 |
| Iñaki Cañal Manuel Guijarro David García Óscar Husillos       | Relevo 4 × 400 m                | 3:01.45  | 4.º q    | —              | —              | 3:01.44        | 5.º               |
| Jorge Blanco                                                  | Medio Maratón                   | —        | —        | —              | —              | 1:04:09        | 30.º              |
| Ibrahim Chakir                                                | Medio Maratón                   | —        | —        | —              | —              | 1:05:00        | 39.º              |
| Jorge González                                                | Medio Maratón                   | —        | —        | —              | —              | 1:01:55        | 11.º              |
| Javier Guerra                                                 | Medio Maratón                   | —        | —        | —              | —              | 1:03:17        | 24.º              |
| Carlos Mayo                                                   | Medio Maratón                   | —        | —        | —              | —              | 1:02:12        | 14.º              |
| Yago Rojo                                                     | Medio Maratón                   | —        | —        | —              | —              | 1:02:37        | 17.º              |
| Copa de Europa de Media Maratón                               | Copa de Europa de Media Maratón | —        | —        | —              | —              | 3:06:44        | 4.º               |
| Alberto Amezcua                                               | 20 km marcha                    | —        | —        | —              | —              | Abandono       | Abandono          |
| Diego García Carrera                                          | 20 km marcha                    | —        | —        | —              | —              | 1:22:56        | 14.º              |
| Paul McGrath                                                  | 20 km marcha                    | —        | —        | —              | —              | 1:19:31        | Medalla de plata  |

1. ↑  En esta competición los atletas se dividieron en Final A y Final B. La clasificación final fue el resultado de ordenar los tiempos obtenidos por todos los atletas que participaron en cada una de las dos finales.
2. ↑  2.º en la Final B
3. ↑  1.º en la Final B
4. ↑  También formaban parte del equipo Bernat Canet y Guillem Crespi, pero no llegaron a intervenir.
5. ↑  Julio Arenas también formaba parte del equipo, pero no llegó a competir.

#### Concursos
| Atleta          | Prueba                  | Clasificatoria | Clasificatoria | Final          | Final          |
| Atleta          | Prueba                  | Marca          | Puesto         | Marca          | Puesto         |
| --------------- | ----------------------- | -------------- | -------------- | -------------- | -------------- |
| Eusebio Cáceres | Salto de longitud       | 7.98           | 11.º q         | 7.54           | 11.º           |
| Jordan Díaz     | Triple salto            | 17.52          | 1.º Q          | 18.18 WL       | Medalla de oro |
| Diego Casas     | Lanzamiento de disco    | 60.25          | 23.º           | No clasificado | No clasificado |
| Yasiel Sotero   | Lanzamiento de disco    | 60.37          | 22.º           | No clasificado | No clasificado |
| Manu Quijera    | Lanzamiento de jabalina | 75.61          | 21.º           | No clasificado | No clasificado |

### Mujeres

#### Carreras
Nota: En las carreras hasta 400 m, las doce atletas mejor clasificadas en el ranking de la temporada pasan directamente a la semifinal.
| Atleta                                                                                          | Prueba                          | Series   | Series | Semifinal      | Semifinal      | Final          | Final             |
| Atleta                                                                                          | Prueba                          | Marca    | Puesto | Marca          | Puesto         | Marca          | Puesto            |
| ----------------------------------------------------------------------------------------------- | ------------------------------- | -------- | ------ | -------------- | -------------- | -------------- | ----------------- |
| María Isabel Pérez                                                                              | 100 m                           | 11.41    | 13.ª q | 11.41          | 21.ª           | No clasificada | No clasificada    |
| Jaël Bestué                                                                                     | 200 m                           | Exenta   | Exenta | 22.81          | 6.ª Q          | 22.93          | 7.ª               |
| Esperança Cladera                                                                               | 200 m                           | 23.42    | 12.ª q | 23.37          | 20.ª           | No clasificada | No clasificada    |
| Paula Sevilla                                                                                   | 200 m                           | Exenta   | Exenta | 23.19          | 16.ª           | No clasificada | No clasificada    |
| Berta Segura                                                                                    | 400 m                           | 51.92    | 4.º q  | 52.53          | 19.ª           | No clasificada | No clasificada    |
| Daniela García                                                                                  | 800 m                           | 2:00.70  | 4.ª Q  | 2:00.68        | 11.ª           | No clasificada | No clasificada    |
| Lorea Ibarzabal                                                                                 | 800 m                           | 2:01.15  | 12.ª   | No clasificada | No clasificada | No clasificada | No clasificada    |
| Lorena Martín                                                                                   | 800 m                           | 2:02.21  | 16.ª   | No clasificada | No clasificada | No clasificada | No clasificada    |
| Esther Guerrero                                                                                 | 1500 m                          | 4:07.01  | 6.ª Q  | —              | —              | 4:06.03        | 4.ª               |
| Marta Pérez                                                                                     | 1500 m                          | 4:12.63  | 16.ª Q | —              | —              | 4:06.32        | 6.ª               |
| María Forero                                                                                    | 5000 m                          | —        | —      | —              | —              | 15:19.69 NU23R | 13.ª              |
| Marta García                                                                                    | 5000 m                          | —        | —      | —              | —              | 14:44.04       | Medalla de bronce |
| Alicia Berzosa                                                                                  | 10 000 m                        | —        | —      | —              | —              | 32:37.60       | 12.ª              |
| Laura Priego                                                                                    | 10 000 m                        | —        | —      | —              | —              | 32:40.25       | 14.ª              |
| Daniela Fra                                                                                     | 400 m vallas                    | 55.71    | 5.ª q  | 56.27          | 23.ª           | No clasificada | No clasificada    |
| Blanca Fernández                                                                                | 3000 m obstáculos               | 10:08.59 | 30.ª   | —              | —              | No clasificada | No clasificada    |
| Carolina Robles                                                                                 | 3000 m obstáculos               | 9:33.79  | 10.ª Q | —              | —              | 9:23.75        | 8.ª               |
| Irene Sánchez-Escribano                                                                         | 3000 m obstáculos               | 9:34.80  | 14.ª Q | —              | —              | 9:27.97        | 10.ª              |
| Sonia Molina-Prados Esther Navero (series) Jaël Bestué (final) Paula Sevilla María Isabel Pérez | Relevo 4 × 100 m                | 43.00    | 7.ª Q  | —              | —              | 42.84          | 5.ª               |
| Carmen Avilés Berta Segura Eva Santidrián Blanca Hervás                                         | Relevo 4 × 400 m                | 3:25.25  | 4.ª q  | —              | —              | 3:26.94        | 7.ª               |
| Lidia Campo                                                                                     | Medio Maratón                   | —        | —      | —              | —              | 1:13:25        | 40.ª              |
| Laura Luengo                                                                                    | Medio Maratón                   | —        | —      | —              | —              | 1:10:54        | 12.ª              |
| Laura Méndez                                                                                    | Medio Maratón                   | —        | —      | —              | —              | 1:16:28        | 58.ª              |
| Ester Navarrete                                                                                 | Medio Maratón                   | —        | —      | —              | —              | 1:11:08        | 13.ª              |
| Fátima Ouhaddou                                                                                 | Medio Maratón                   | —        | —      | —              | —              | 1:11:14        | 14.ª              |
| Meritxell Soler                                                                                 | Medio Maratón                   | —        | —      | —              | —              | 1:12:16        | 32.ª              |
| Copa de Europa de Media Maratón                                                                 | Copa de Europa de Media Maratón | —        | —      | —              | —              | 3:33:16        | Medalla de bronce |
| Laura García-Caro                                                                               | 20 km marcha                    | —        | —      | —              | —              | 1:28:48        | 4.ª               |
| Raquel González                                                                                 | 20 km marcha                    | —        | —      | —              | —              | 1:30:05        | 9.ª               |
| Cristina Montesinos                                                                             | 20 km marcha                    | —        | —      | —              | —              | 1:29:07        | 6.ª               |

1. ↑  Alba Borrero también formaba parte del equipo, pero no llegó a competir.
2. ↑  Laura Bou y Herminia Parra también formaban parte del equipo, pero no llegaron a competir.

#### Concursos
| Atleta           | Prueba                  | Clasificatoria | Clasificatoria | Final          | Final          |
| Atleta           | Prueba                  | Marca          | Puesto         | Marca          | Puesto         |
| ---------------- | ----------------------- | -------------- | -------------- | -------------- | -------------- |
| Fátima Diame     | Salto de longitud       | 6.70           | 8.ª Q          | 6.69           | 8.ª            |
| Tessy Ebosele    | Salto de longitud       | 6.47           | 19.ª           | No clasificada | No clasificada |
| Ana Peleteiro    | Triple salto            | 14.21          | 3.ª Q          | 14.85 =EL      | Medalla de oro |
| Belén Toimil     | Lanzamiento de peso     | 17.76          | 10.ª q         | 18.43          | 5.ª            |
| Yulenmis Aguilar | Lanzamiento de jabalina | 57.27          | 13.ª           | No clasificada | No clasificada |

## Récords
Estos fueron los récords conseguidos durante el campeonato por los atletas españoles.

### Récords de España
| Atleta                                                  | Prueba           | Ronda  | Fecha       | Marca    |
| ------------------------------------------------------- | ---------------- | ------ | ----------- | -------- |
| Marta García                                            | 5000 m           | Final  | 7 de junio  | 14:44.04 |
| Jordan Díaz Fortún                                      | Triple salto     | Final  | 11 de junio | 18.18    |
| Carmen Avilés Berta Segura Eva Santidrián Blanca Hervás | Relevo 4 × 400 m | Series | 11 de junio | 3:25.25  |

### Récords de España Sub-23
| Atleta       | Prueba | Ronda | Fecha      | Marca    |
| ------------ | ------ | ----- | ---------- | -------- |
| María Forero | 5000 m | Final | 7 de junio | 15:19.69 |

## Otros datos
Otros datos de interés sobre la selección española de atletismo en este campeonato:
- Los capitanes del equipo fueron los dos atletas con más internacionalidades antes del campeonato de entre sus miembros: los mediofondistas Adel Mechaal (33) y Esther Guerrero (26).
- El atleta más veterano como internacional fue el fondista Javier Guerra, que ya fue internacional sub-20 en 2001 y absoluto en 2005. Entre las mujeres, la marchadora Raquel González fue internacional sub-20 en 2005 y absoluta en 2013, al igual que la velocista Maribel Pérez.
- Javier Guerra fue también el atleta de más edad del equipo, con 40 años y 7 meses.
- El atleta más joven del equipo fue el relevista David García Zurita, que con 19 años justos fue el único atleta sub-20 de la selección.
- El atleta con más experiencia en esta competición fue el saltador Eusebio Cáceres, que participaba en su sexto Campeonato de Europa.
- Por contra, 41 atletas españoles participaron por primera vez en un Campeonato de Europa en esta competición. De ellas, la de más edad fue la fondista Ester Navarrete, con 34 años. Uno de los debutantes, el triplista Jordan Díaz Fortún, consiguió la medalla de oro en su prueba.
- La atleta con más participaciones consecutivas en grandes competiciones (Juegos Olímpicos, Mundial al aire libre, Mundial en pista cubierta, Europeo al aire libre y Europeo en pista cubierta) fue la mediofondista Marta Pérez, que había participado en todas las competiciones desde el Mundial de 2017. Si tenemos en cuenta solo las competiciones al aire libre, Adel Mechaal había participado en todas desde el Europeo de 2014. Mechaal es también el atleta con más participaciones en grandes competiciones, siendo esta la número 20 de su carrera.
- El entrenador con más atletas en el equipo fue Antonio Serrano, con 8.
- El club que aportó más atletas a la selección fue el Playas de Castellón, con un total de 14. Otros 14 atletas de la selección no tenían equipo y, por tanto, figuraban como independientes.
- 7 atletas españoles llegaron a la competición con la mejor marca europea del año en sus respectivas pruebas: Marta García y Thierry Ndikumwenayo en 5000 m, Daniel Arce en 3000 m obstáculos, Paul McGrath y Laura García-Caro en 20 km marcha, y Jordan Díaz y Ana Peleteiro en triple salto.[11]
- 2 atletas participaron en dos pruebas individuales: Adel Mechaal en 1500 m y 5000 m y Thierry Ndikumwenayo en 5000 m y 10 000 m. Ambos fueron finalistas en sus dos pruebas y Ndikumwenayo, además, ganó una medalla de bronce en los 10 000 m. Otras 4 atletas (Maribel Pérez, Jaël Bestué, Paula Sevilla y Berta Segura) participaron en una prueba individual y otra de relevos; de ellas, Bestué también consiguió ser finalista en sus dos pruebas.